# Antonio Gorriarán
Antonio Gorriarán Laza, (Musques, Vizcaya, España, 5 de noviembre de 1961) es un exfutbolista español.

## Trayectoria
Aunque empezó y terminó su carrera en equipos vascos, el club donde mayor huella dejó fue el Real Oviedo, donde militó durante 9 temporadas (las dos primeras en segunda división). En el equipo ovetense lograría la permanencia durante 7 temporadas, haciendo buenas clasificaciones entre los diez primeros y llegándose a clasificar para  la Copa de la UEFA. Como jugador era un defensa duro, agresivo y marcador poderoso.

## Clubes
| Club              | País   | Año       |
| ----------------- | ------ | --------- |
| Sestao Sport Club | España | 1985-1986 |
| Real Oviedo       | España | 1986-1995 |
| Deportivo Alavés  | España | 1995-1996 |